# James Stuart (1er duc de Richmond)
Pour les articles homonymes, voir James Stuart et Stuart.
James Stuart (ou Jacques Stuart) (6 avril 1612 – 30 mars 1655), 1er duc de Richmond, 4e duc de Lennox, est un noble écossais.

## Famille
James Stuart est le fils de Esmé (II) Stewart, 3e duc de Lennox et de sa femme Katherine Clifton (en).
Il épouse Mary Stewart (Lady Mary Villiers) et ils ont deux enfants :
- Esmé Stewart (en) (1649-1660) ;
- Lady Mary Stewart, qui épouse Richard Butler (1651-1668).

## Portraits parAntoine van Dyck
- Musée du Louvre, Paris : James Stuart en berger Pâris, huile sur toile, 107 × 84 cm, Musée du Louvre, à Paris[2]
- Metropolitan Museum of Art, New York : huile sur toile, 216 × 130 cm,
- Kenwood House, Londres[3].